# 43436 Ansschut
43436 Ansschut este o planetă minoră (asteroid) din Asteroid troian al lui Jupiter. A fost descoperită pe 30 decembrie 2000 la Experimental Test Site⁠(d) de Lincoln Near-Earth Asteroid Research și a fost numită după Ans Schut. 
Obiectul prezintă o orbită caracterizată de o semiaxă mare de 5,1460236867691 UAi, o excentricitate de 0,0049951657938721, o înclinație de 8,3613564697347 ° în raport cu ecliptica.